# Het bal van Mathilde
Het bal van Mathilde is het 126ste stripverhaal van Jommeke. De reeks wordt getekend door striptekenaar Jef Nys.

## Verhaal
Op een mooie zonnige morgen in Zonnedorp komt een dure sportwagen aangereden. De oude dame aan het stuur vraagt aan Jommeke en Filiberke waar Anatool woont. Wie vraagt er nu naar Anatool? En dan nog een oude dame in een sportwagen. Blijkt dat deze de stiefmoeder van Anatool is.
Diezelfde week organiseert baron Theodoor van Moddersloot een groot bal in zijn kasteel. Mathilde, zijn dochter, viert haar vijftigste verjaardag en is nog steeds ongehuwd. Alle vrijgezellen zijn uitgenodigd. En dat zijn er heel veel. Zelfs Flip is een huwelijkskandidaat. Ook Anatool, Kwak en Boemel zijn aanwezig. Wanneer het bal afgelopen is, heeft ze echter nog geen geschikte man gevonden. Doch, Mathilde wordt ontvoerd door Kwak en Boemel en reizen, samen met Anatool, richting Brazilië. Maar wanneer de baron vertelt dat hij geen groot fortuin heeft, verdwijnt de huwelijksinteresse van de drie mannen al snel.
Met de vliegende bol keren Jommeke en zijn vrienden huiswaarts.